# Игнасте, Владимир Адрианович
Владимир Адрианович Игнасте (при рождении Игнатьев; 27 июля 1926, Таллин — 9 сентября 2010, Ольтен) — митрофорный протоиерей Русской православной церкви заграницей, настоятель Свято-Троицкого храма в Берне.

## Биография
Родился 27 июля 1926 года в Эстонии. С ранних лет воспитывался в церковной среде. Как впоследствии вспоминал, в детстве он даже играл, подражая богослужению. Окончил Таллинскую гимназию.
19 октября 1947 года епископом Таллинским и Эстонским Исидором был рукоположен во диакона, а 25 июля следующего года — во священника.
Проходил служение в Таллине, сначала в церкви Рождества Пресвятой Богородицы (Казанской), а затем — в течение многих лет — в кафедральном Александро-Невском соборе. Много духовных наставлений получил от протоиерея Михаила Ридигера, с которым в эти годы тесно общался.
18 июля 1967 года решением Священного Синода был назначен секретарём представительства Русской Православной Церкви при Всемирном совете церквей. В том же году приехал в Швейцарию с делегацией из СССР.
Находясь в Швейцарии, перешёл в юрисдикцию Русской Православной Церкви Заграницей. 3 марта 1968 года попросил у властей Швейцарии политического убежища.
В 1969 году был определён настоятелем Свято-Троицкого прихода в Берне, вместо ушедшего на покой архимандрита Петра (Проскурникова). Настоятельствовал в этом храм до своей кончины. Ему также приходилось какое то время окормлять остававшиеся на некоторое время без священника храмы в Лозанне, Веве и Базеле.
За долгое время служения в Церкви был награждён многими церковными наградами, в том числе митрой.
В 2008 году отмечалось его 60-летие служения в священном сане, в связи с чем 2 ноября 2008 года он был награждён правом служения Божественной литургии с открытыми Царскими вратами до возгласа «Святая Святым». В 2009 году отмечалось 40-летие его служения настоятелем в Берне.
Скончался 9 сентября 2010 года в Ольтене, будучи старейшим клириком Западно-Европейской епархии Русской Зарубежной Церкви.